# Seleção Coreana de Handebol Masculino
A Seleção Coreana de Handebol Masculino, também conhecida como Seleção Unificada da Coreia, representa a Coreia, tanto a do Norte, quanto a do Sul, a qual é representada por jogadores de ambas as equipes.
O primeiro torneio a contar com a presença de uma equipa unificada de handebol das duas Coreias foi o Campeonato Mundial de Handebol Masculino de 2019, na Alemanha/Dinamarca.

## Mundial de 2019
O time foi permitido participar com 4 jogadores da Coreia do Norte, por causa desta regra, a equipa do Coreia participou do campeonato com 20 jogadores, ao contrário de outras seleções que participaram com 16. O código para o time unificado é COR.

### Recordes
- Campeonato Mundial de Handebol Masculino de 2019: Qualificada

## Integrantes
Os integrantes da equipa em seu primeiro mundial foram:
Treinador: Cho Young-shin